# Пыяс, Станислав
Станислав Влодзимеж Пыяс (пол. Stanisław Włodzimierz Pyjas; 4 августа 1953, Гилёвице — 7 мая 1977, Краков) — польский диссидент, оппозиционный студенческий активист, организатор помощи варшавским и радомским забастовщикам. Погиб при невыясненных обстоятельствах; существуют версии бытового несчастного случая и политического убийства. Смерть Станислава Пыяса стимулировала рост и радикализацию антикоммунистической оппозиции в ПНР.

## Активист студенческой оппозиции
Родился в деревенской семье из гмины Гилёвице. Отец Станислава Пыяса был офицером погранвойск, мать работала учительницей. Окончив школу в Живеце, Станислав Пыяс переехал в Краков. Поступил в Ягеллонский университет. Изучал польскую филологию и философию. Идейно и политически был противником правящей компартии ПОРП. Вместе с Брониславом Вильдштейном и Леславом Малешкой организовал в 1975 группу студентов-анархистов.
Летом 1976 поднялось забастовочное движение на заводах Варшавы и Радома. Выступления были подавлены властями ПНР, милицейские подразделения ЗОМО отличились большой жестокостью. Представители диссидентской интеллигенции создали Комитет защиты рабочих (КОС-КОР). Эта инициатива встретила заметную поддержку общественности, в том числе студенческой. Станислав Пыяс примкнул к КОС-КОР, участвовал в протестах, собирал пожертвования и подписи под обращением в сейм ПНР. За ним было установлено наблюдение Службы безопасности (СБ). Оперативная разработка под кодовым названием «Оптимисты» и плотная слежка велись более года. Но при этом Пыяс не был широко известен в стране. Его деятельность проходила в немногочисленном сообществе краковских оппозиционных студентов.
В мае польские студенты проводят фестиваль Ювеналия. Пятивековая традиция зародилась именно в Кракове. В 1977 власти ожидали студенческих беспорядков с организующим участием Станислава Пыяса. Госбезопасность провела против него дискредитационную акцию: студенты получали анонимные письма, авторы которых называли Пыяса «агентом СБ». Цель состояла в том, чтобы посеять взаимное недоверие и разрушить студенческий актив изнутри. Такое обвинение выглядело абсурдом, вызвало возмущение и заявление в прокуратуру о клевете. Через много лет, в 2001, выяснилось, что квалифицированным и высокооплачиваемым информатором СБ был Леслав Малешка. Он не только подробно сообщал о деятельности оппозиционных студентов, в том числе Пыяса, но и предлагал более жёсткие преследования.

## Смерть и последствия
7 мая 1977 23-летний Станислав Пыяс был найден мёртвым близ своей квартиры (улица Шевська, 7, краковский Старый город). Следствие определило причиной смерти несчастный случай — падение с лестницы в состоянии алкогольного опьянения. Медицинское заключение подписал известный судмедэксперт профессор Здзислав Марек.
Официальная версия сразу вызвала сомнения. Пыяс не был склонен к алкоголизму. Его очки каким-то образом оказались в подвальном помещении. Бронислав Вильдштейн утверждал, что побывал в морге и видел следы жестокого избиения. Милиция вела расследование весьма формально, зато СБ держала на особом контроле (среди кураторов был начальник 4-го отдела Следственного бюро МВД майор Пудыш). Версия опьянения и падения принималась как априорная. Впоследствии выяснилось, что именно так ориентировал следствие заместитель министра внутренних дел и руководитель СБ генерал Стахура.
Деятельность Станислава Пыяса, формальность расследования и очевидное стремление властей быстрее «закрыть вопрос», почти нескрываемая слежка СБ за товарищами погибшего способствовали уверенности многих студентов в политическом убийстве. Имя Станислава Пыяса становилось известным в стране. Нарастало возмущение подавлением оппозиции и инакомыслия. 15 мая студенческие активисты провели траурный «Чёрный марш» и призвали бойкотировать торжества. Вечером на стихийном митинге в Вавеле было объявлено о создании первого в стране Студенческого комитета солидарности. Среди организаторов были Бронислав Вильдштейн, Эва Кулик, будущий министр обороны Польши Богдан Клих, будущий министр финансов Мариан Банась, будущая известная актриса Эльжбета Маевская.
Смерть Станислава Пыяса стимулировала консолидацию и радикализацию польской антикоммунистической молодёжи. Через два с половиной года члены СКС активно примкнули к Солидарности.

## Расследование

### Версия убийства
После отстранения от власти ПОРП и преобразования ПНР в Третью Речь Посполитую возобновилось расследование смерти Станислава Пыяса. Профессор Марек признал, что сам не проводил экспертизы, а лишь подписал заключение, полученное от СБ (после чего был лишён кафедры и подвергнут общественной обструкции). В 1991 прокуратура Кракова официально сделала вывод: смерть наступила в результате избиения. 
Подозрение пало на спортсмена-боксёра и бытового уголовника Мариана Венцлевича. Он был членом боксёрского клуба «Wisła», где состояли офицеры МВД. От милиции и госбезопасности Венцлевич получал заказы на избиения. Незадолго до гибели Пыяса он говорил приятелям, что скоро получит 100 долларов (по тем временам крупная сумма для жителя ПНР), а впоследствии жаловался, что не получил обещанного вознаграждения.
Но ко времени повторного расследования Венцлевича давно не было в живых. Его труп был обнаружен ещё в октябре 1977. По официальной версии правоохранительных органов ПНР, он тоже «упал с лестницы». Несколько ранее погиб студент Станислав Петрашко — последний, кто видел Пыяса живым. По официальной версии, Петрашко «утонул в озере». В оппозиционной деятельности Петрашко не участвовал, но дал показания в прокуратуре: описал приметы неизвестного, который шёл вслед за Пыясом. Он подтвердил также, что Пыяс выпил в тот вечер две-три кружки пива — этого достаточно для обнаружения алкоголя при вскрытии, но недостаточно для состояния, в котором можно упасть и разбиться насмерть.
По версии прокурорского расследования, Венцлевич получил задание избить Пыяса для устрашения оппозиции. Об убийстве речи не шло. Но от сильного удара Пыяс действительно упал с лестницы и получил травму, несовместимую с жизнью. Увидев это, убийца подбросил студенческий рюкзак Пыяса к дверям квартиры его знакомой девушки (жившей в том же доме, но в тот день не встречавшейся со Станиславом) — имитация ссоры, приведшей к нервному срыву и несчастному случаю. Из-за «перебора» Венцлевичу не выплатили денег. Разговоры, которые уголовник после этого вёл со знакомыми, побудили СБ жёстко замести следы и устранить его.
Существуют также предположения, будто Пыяс распознал Малешку как осведомителя, и СБ поторопилась ликвидировать источник опасности для ценного агента. Но эта версия носит в основном художественный характер и юридически не рассматривалась.
Тайные убийства и избиения практиковались в политике ПНР (и даже ранее, во Второй Речи Пополитой). Существовал специальный термин nieznani sprawcy — «неизвестные преступники», совершающие такие нападения. Эти действия однозначно связывались с СБ. Происходили они и при относительно «либеральном» правлении Эдварда Герека, особенно после июньских протестов 1976. Известны примеры избиения ксёндза Романа Котляжа (1976, Радом), гибели профсоюзного активиста Тадеуша Щепаньского (1980, Гданьск). Но в конкретном случае Станислава Пыяса оставалось неясным, почему жертвой был избран именно он (а не кто-либо из известных членов КОС-КОР).

### Невыясненные обстоятельства
Прямых доказательств убийства Станислава Пыяса собрано не было. Венцлевич не называл его имени и не уточнял, за что и от кого ожидает вознаграждения. Ко времени повторного расследования был мёртв не только сам Венцлевич, но и его куратор из СБ. Приметы неизвестного, названные Петрашко, были довольно расплывчаты. Свидетелей смерти Пыяса не установлено. Краковский прокурор Кшиштоф Урбаняк назвал версию убийства наиболее вероятной, но признал, что юридически она за давностью лет недоказуема. В 1999 расследование было прекращено.
В том же 1999 было возбуждено дело о воспрепятствовании расследованию — сокрытии информации о гибели Пыяса, навязывании сомнительной версии. Обвинения предъявлялись четверым функционерам МВД ПНР, в том числе Стахуре. Двое из них были признаны виновными и получили условные сроки (третьего к тому времени не было в живых, Стахура освобождён от суда по состоянию здоровья) .
В 2009 начал своё расследование Институт национальной памяти (IPN). По результатам эксгумации и экспертизы предсмертное избиение Пыяса вновь было сочтено вероятным, но не установленным. Не удалось и допросить последнего оставшегося в живых функционера, имевшего отношение к делу — Збигнева Пудыша, признанного неспособным давать показания по состоянию здоровья. Смерть Станислава Пыяса могла наступить и в результате нападения, и без такого, по причине несчастного случая. Точное установление причин признано невозможным.

## Память
При всей неясности обстоятельств гибели, Станислав Пыяс известен в современной Польше как участник освободительного движения. Особенным почётом окружён его образ в Независимом союзе студентов. В 1994 на стене дома N 7 по Шевськой улице Кракова установлен мемориальный знак. 7 мая 2019, в 42-ю годовщину, на площади у студенческого дома в Кракове открыт памятник Станиславу Пыясу.
В то же время смерть Станислава Пыяса остаётся не только непрояснённым, но и конфликтным вопросом. Влиятельная Gazeta Wyborcza, в которой до разоблачения работал Леслав Малешка, настаивает на версии несчастного случая. Ветераны СКС обычно считают, что Пыяс был убит. В этой связи ведётся резкая полемика, выдвигаются взаимные обвинения в интригах и дезинформировании общественности.
О судьбе Станислава Пыяса сняты несколько фильмов, в том числе «Уличные игры» Кшиштофа Краузе и «Три приятеля» Анны Ференс и Эвы Станкевич.
В 2006 президент Польши Лех Качиньский посмертно наградил Станислава Пыяса Командрским крестом ордена Возрождения Польши. В 2019 президент IPN Ярослав Шарек посмертно наградил Пыяса Крестом Свободы и Солидарности.
Похоронен Станислав Пыяс на родине в Гилёвице.